# Сунгурларе (община)
Сунгурларе (болг. Община Сунгурларе) — община у Болгарії. Входить до складу Бургаської області. Населення становить 12 189 осіб (станом на 1 лютого 2011 р.). Адміністративний центр громади — однойменне місто.